# Oslobođenje
Oslobođenje (с босн. — «Освобождение») — ежедневная газета Боснии и Герцеговины, находящаяся в Сараево. Основана 30 августа 1943 года в разгар Второй мировой войны на территории освобожденной партизанами во время немецкой оккупации. Впоследствии газета получила признание и множество наград за свои высокие журналистские стандарты.

## История и позиция
Oslobođenje было основано 30 августа 1943 года в недалеко от Углевика как антинацистская газета. Во время боснийской войны и осады Сараева сотрудники Oslobođenje работали из бомбоубежища после того, как было разрушено 10-этажное офисное здание. В результате войны 5 сотрудников газеты погибли и еще 25 получили ранения.
В 1993 году газета была удостоена премии имени Сахарова «За свободу мысли». Редакторы Oslobođenje Кемал Курспахич и Гордана Кнежевич были названы международными редакторами года в 1993 году изданием World Press Review в Нью-Йорке за «храбрость, упорство и приверженность принципам журналистики». Также редакторы получили премию «Мужество в журналистике» в 1992 году от Международного женского медиафонда в Вашингтоне. Курспахич также получил стипендию Нимана в области журналистики Гарвардского университета в 1994 году. Сразу после окончания войны в 1995 году главный редактор Мехмед Халилович получил Почетную медаль школы журналистики при университете Миссури за непрерывную публикацию ежедневной газеты на протяжении всей осады Сараева в 1992–1995 годах. Во время войны его сотрудники, состоявшие из боснийцев, боснийских сербов и боснийских хорватов, печатали газету каждый день, за одним исключением.
В 2006 году компания была куплена через Сараевскую фондовую биржу двумя ведущими промышленными предприятиями города: Сараевской табачной фабрикой и Сараевской пивоварней.
Газета близка к Социал-демократической партии Боснии и Герцеговины.

## Награды
- Газета года в 1989 году (Социалистическая Федеративная Республика Югославия)
- Премия "Газета года" 1992 г. (BBC и Granada TV - Великобритания)
- Премия свободы в 1993 г. (Dagens Nyheter и Politiken, Стокгольм)
- Премия Оскара Ромеро 1993 г. (Часовня Ротко - Хьюстон, Техас)
- Премия Луи М. Лайонса Фонда Нимана за совесть и добросовестность в журналистике в 1993 г. (Гарвардский университет, США)
- Премия за достижения в области журналистики в 1993 г. (Inter Press Service, Рим - ранее Международная премия в области журналистики)
- Почетная медаль Университета Миссури в 1995 году от Школы журналистики за непрерывную публикацию ежедневной газеты во время осады Сараево в 1992–1995 годах.
- Премия Андрея Сахарова за права человека 1993 г. (Европейский парламент - Страсбург, Франция)